# Herb województwa pomorskiego

Herb województwa pomorskiego

Herb województwa pomorskiego – symbol województwa pomorskiego. Herb stanowi wizerunek czarnego gryfa, ze wzniesionymi skrzydłami, z wysuniętym językiem koloru czerwonego, umieszczony w polu tarczy herbowej koloru złotego. Został ustanowiony w 2002 r., pomimo negatywnej opinii Komisji Heraldycznej przy MSWiA. Autorem wzoru herbu jest Wawrzyniec Samp.
W 2008 roku Zarząd Województwa Pomorskiego w celu promocji województwa pomorskiego i tym samym zakupu lub produkcji haseł reklamowych, logotypów i gadżetów związanych z regionem i stanowiących jego identyfikację wprowadził system identyfikacji wizualnej zawierający zmodyfikowany wzór herbu. Zarząd województwa bez zgody sejmiku województwa zatwierdził zmienione ustawienie gryfa w tarczy oraz sam odcień barwy tarczy herbowej. Herb ten był używany do 2010 r.
Pierwowzorem herbu jest XVI-wieczny fresk z wizerunkiem gryfa, który znajduje się w prezbiterium archikatedry oliwskiej.
Wizerunek czarnego gryfa patrzącego w prawą stronę, na złotym tle, uznaje się za herb Kaszub. Dlatego też bardzo często utożsamia się te dwa herby; niektóre źródła podają nawet, że to jeden i ten sam herb.
W 1999 roku został rozpisany konkurs na herb województwa pomorskiego. Pierwotnie wybrany projekt herbu łączył ze sobą orła mieczowego, symbol Prus i Pomorza Gdańskiego, oraz czarnego gryfa, będącego symbolem Kaszub. Na czarnym orle mieczowym znajdowała się tarcza herbowa o złotym polu z czarnym gryfem.

## I Rzeczpospolita
W latach 1454–1795 herb województwa pomorskiego przedstawiał czerwonego gryfa na srebrnym polu.

## II Rzeczpospolita
„Gryf czerwony zwrócony w lewo, w polu białym. Nogi przednie wspięte jak do biegu, skrzydła wyciągnięte jak do lotu, język wywieszony, korona na głowie”. Istniały kontrowersje czy herbem powinien być gryf, gdyż w skład województwa pomorskiego weszło również dawne województwo chełmińskie, którego herbem był orzeł mieczowy.

## Galeria

Herb woj. pomorskiego w I Rzeczypospolitej
Herb woj. pomorskiego w II Rzeczypospolitej
Wzór herbu woj. pomorskiego stosowany w latach 2008–2010